# Lingue zapoteche
Le lingue zapoteche sono lingue oto-mangue parlate in Messico.

## Distribuzione geografica
Secondo i dati del censimento del 2010 effettuato dall'Instituto Nacional de Estadística y Geografía (INEGI), i locutori di zapoteco in Messico sono 434.201.
Sono un gruppo di lingue mesoamericane parlate dagli Zapotechi, nel Messico sud-occidentale. La maggioranza dei locutori sono situati nello stato messicano di Oaxaca. Comunità di lingua zapoteca si trovano anche nei vicini stati di Puebla e Guerrero. L'emigrazione ha portato numerosi locutori di zapoteca anche negli Stati Uniti d'America, e particolarmente in California. In molte comunità di lingua zapoteca si parla anche lo spagnolo.
Il nome della lingua in zapoteco varia secondo le varianti locali. Ad esempio in Juchitán è Diidxazá (IPA: [didʒaˈza]), in Mitla è Didxsaj (IPA: [didʒˈsaʰ]), in Zoogocho è Diža'xon (IPA: [diʒaʔˈʐon]), e a Santa Catarina Quioquitani è Tiits Së (IPA: [tiˀts sæ]). La prima parte di questi termini significa 'parola'.

### Dialetti e lingue derivate
Lo standard ISO 639-3 classifica lo zapoteco come macrolingua composta dai seguenti membri:
- lingua zapoteca di Aloápam (zaq)
- lingua zapoteca di Amatlán (zpo)
- lingua zapoteca di Asunción Mixtepec (zoo)
- lingua zapoteca di Ayoquesco (zaf)
- lingua zapoteca di Cajonos (zad)
- lingua zapoteca di Chichicapan (zpv)
- lingua zapoteca di Choapan (zpc)
- lingua zapoteca di Coatecas Altas (zca)
- lingua zapoteca di Coatlán (zps)
- lingua zapoteca di El Alto (zpp)
- lingua zapoteca di Elotepec (zte)
- lingua zapoteca di Guevea de Humboldt (zpg)
- lingua zapoteca di Güilá (ztu)
- lingua zapoteca dell'istmo (zai)
- lingua zapoteca di Ixtlán sudorientale (zpd)
- lingua zapoteca di Lachiguiri (zpa)
- lingua zapoteca di Lachixío (zpl)
- lingua zapoteca di Lapaguía-Guivini (ztl)
- lingua zapoteca di Loxicha (ztp)
- lingua zapoteca di Mazaltepec (zpy)
- lingua zapoteca di Miahuatlán (zam)
- lingua zapoteca di Mitla (zaw)
- lingua zapoteca di Mixtepec (zpm)
- lingua zapoteca di Ocotlán (zac)
- lingua zapoteca di Ozolotepec (zao)
- lingua zapoteca di Petapa (zpe)
- lingua zapoteca di Quiavicuzas (zpj)
- lingua zapoteca di Quioquitani-Quierí (ztq)
- lingua zapoteca del Rincón (zar)
- lingua zapoteca del Rincón meridionale (zsr)
- lingua zapoteca di San Agustín Mixtepec (ztm)
- lingua zapoteca di San Baltazar Loxicha (zpx)
- lingua zapoteca di San Juan Guelavía (zab)
- lingua zapoteca di San Pedro Quiatoni (zpf)
- lingua zapoteca di San Vicente Coatlán (zpt)
- lingua zapoteca di Santa Catarina Albarradas (ztn)
- lingua zapoteca di Santa Inés Yatzechi (zpn)
- lingua zapoteca di Santa María Quiegolani (zpi)
- lingua zapoteca di Santiago Xanica (zpr)
- lingua zapoteca di Santo Domingo Albarradas (zas)
- lingua zapoteca di Sierra de Juárez (zaa)
- lingua zapoteca di Tabaa (zat)
- lingua zapoteca di Tejalapan (ztt)
- lingua zapoteca di Texmelucan (zpz)
- lingua zapoteca di Tilquiapan (zts)
- lingua zapoteca di Tlacolulita (zpk)
- lingua zapoteca di Totomachapan (zph)
- lingua zapoteca di Xadani (zax)
- lingua zapoteca di Xanaguía (ztg)
- lingua zapoteca di Yalálag (zpu)
- lingua zapoteca di Yareni (zae)
- lingua zapoteca di Yatee (zty)
- lingua zapoteca di Yatzachi (zav)
- lingua zapoteca di Yautepec (zpb)
- lingua zapoteca di Zaachila (ztx)
- lingua zapoteca di Zaniza (zpw)
- lingua zapoteca di Zoogocho (zpq)

## Classificazione

### Esterna
La lingua zapoteca e la correlata lingua chatino formano il sottogruppo delle lingue zapotecane della famiglia linguistica delle oto-mangue. Le lingue zapoteche (assieme alle oto-mangue) fanno parte dell'area linguistica mesoamericana, un'area di convergenza linguistica sviluppatasi nel corso di millenni di interazioni tra i popoli della Mesoamerica. Come risultato, le lingue hanno acquisito caratteristiche da altre lingue della zona in alcun modo correlate.

### Interna
Non esiste una lingua zapoteca. La divergenza dialettale osservata tra le varie comunità zapoteche è ampia e complicata. Molte varianti di zapoteco sono mutualmente intelligibili con le altre, mentre altre sono molto simili. A volte ci sono salti radicali nell'intelligibilità tra comunità geograficamente vicine, e quindi le varie varianti non formano un "continuum dialettale" in senso stretto. Come risultato, il governo messicano riconosce ora ufficialmente circa sessanta lingue zapoteche.
Lingue e dialetti zapotechi si dividono in quattro macroregioni: zapoteco della Sierra Norte (zapoteco settentrionale), zapoteco della Valle, zapoteco della Sierra Sur (zapoteco meridionale) e zapoteco dell'istmo. Le lingue zapoteche settentrionali vengono parlate nella regione montuosa di Oaxaca, nella catena montuosa della Sierra Madre settentrionale; le meridionali nella regione montuosa di Oaxaca, nella Sierra Madre meridionale; lo zapoteco della Valle nella valle di Oaxaca, e lo zapoteco dell'istmo nell'Istmo di Tehuantepec.
Alcune caratteristiche servono per classificare le varianti zapoteche in modo da eliminare le differenze geografiche. Una di queste è la distinzione tra radici bisillabiche e monosillabiche. È chiaro che il proto-zapoteco ha radici bisillabiche; la vocale della seconda sillaba può essere qualsiasi vocale. Un'innovazione condivisa da molte varianti di zapoteco è la perdita (o perdita parziale) della vocale della seconda sillaba. Il termine per 'acqua' è un ottimo esempio. Nelle varianti conservative la vocale della seconda sillaba rimane: /nisa/ nello zapoteco dell'istmo e /inda/ nello zapoteco della Sierra de Juárez, ad esempio. Nelle varianti innovative, la vocale si perde: /nis/ nello zapoteco di Amatlán e Mitla, ad esempio. La perdita della vocale /i/ spesso porta all'uso di consonanti palatali, e la perdita della /u/ in consonanti labiali. Sono diversi anche i termini per 'cane' nelle varianti conservative (istmo /beʔkuʔ/, Sierra de Juárez /bekuʔ/) e innovative (Amatlán /mbak/ e Mitla /bæʔkʷ/). In particolare la parola Amatlán non ha una consonante labiale alla fine, mentre l'innovativa Yatzachi mantiene la vocale: /bekoʔ/. Queste sono alcune delle difficoltà che si incontrano comparando le varie lingue zapoteche.
Un'altra caratteristica che classifica le varianti zapoteche è l'esistenza o meno di un contrasto tra alveopalatali fricative e retroflesse fricative. Le varianti innovative hanno introdotto il contrasto mentre le conservative no.

## Fonologia

### Fortis / Lenis
Nelle lingue zapoteche, il fortis corrisponde tipicamente alla mancanza di suono ed all'allungamento di consonanti costrittive e sonanti. Il lenis corrisponde al suono ed alla minore lunghezza di costrittive e sonanti. Inoltre, le vocali allungate prima delle consonanti lenis possono essere più lunghe di quelle che precedono le fortis.

### Consonanti retroflesse
Alcune varianti di zapoteco hanno un contrasto tra fricative alveopalatali e fricative retroflesse. In altre varianti questa distinzione si è persa a favore dell'una o dell'altra opzione.

### Tono
Le lingue zapoteche sono tonali, come generalmente lo sono le oto-mangue. Differiscono per il numero di toni contrastanti che hanno. Un esempio è il zapoteco di Texmelucan, che ha quattro toni contrastanti.
Le persone che imparano lo zapoteco come seconda lingua hanno difficoltà con questi toni, che si confondono con quelli della loro lingua madre.

## Grammatica
Alcune delle caratteristiche grammaticali comuni a tutta la famiglia linguistica (anche se non presenti in tutte le varianti) sono: un sistema estensivo di pronuncia in terza persona basato su classi di sostantivi quali divinità, bambini, animali, oggetti (inanimati), ecc. Esiste anche una distinzione della prima persona plurale ("noi") inclusiva (che comprende chi ascolta) ed esclusiva (che non comprende chi ascolta).

## Sistema di scrittura
Nel XX secolo sono stati prodotti numerosi sforzi per cercare di produrre un alfabeto zapoteco e scrivere in lingua zapoteca. L'alfabeto dello zapoteco dell'istmo in uso oggi è stato creato negli anni cinquanta, partendo da studi condotti negli anni venti.

## Documentazione
I frati francescani e domenicani pubblicarono un vocabolario ed una grammatica della lingua zapoteca nel XVI secolo [Córdova 1578a, 1578b].
Fino a poco tempo fa la lingua zapoteca era studiata e documentata raramente, ma negli ultimi anni ha ricevuto numerose attenzioni da parte dei linguisti.

## Utilizzo
Anche la vitalità delle lingue zapoteche cambia enormemente. Lo zapoteco di Loxicha, ad esempio, ha oltre 70000 persone che lo parlano. Lo zapoteco di San Felipe Tejalapan può averne dieci, tutti anziani. Si dice che di quello di San Agustin Mixtepec sia rimasto solo un locutore. Da sempre, insegnanti del governo sconsigliano l'uso di queste lingue, il che ha contribuito alla diminuzione della sua diffusione. A La Ventosa, Oaxaca, una madre zapoteca su tre dice che i figli sono puniti se in classe parlano lo zapoteco. Altre aree, come l'istmo, mantengono orgogliosamente la propria madrelingua.
La programmazione in lingua zapoteca è disponibile in numerose stazioni radio: la stazione del CDI, XEGLO, con sede a Guelatao de Juárez, e XEQIN-AM, con sede a San Quintín, trasmettono programmi in zapoteco ed in altre lingue indigene. Nell'istmo esiste una radio privata commerciale, Radio TEKA (1030 AM), e numerose stazioni locali: Radio Totopo (102.5 FM) a Juchitán e Radio Atempa a San Blas Atempa.